# Società Polisportiva Portuense 1932-1933
Questa pagina raccoglie i dati riguardanti la Società Polisportiva Portuense nelle competizioni ufficiali della stagione 1932-1933.

## Rosa
| N. |                   | Ruolo | Calciatore            |  |
| -- | ----------------- | ----- | --------------------- |  |
|    | Italia (bandiera) | P     | Alvaro Bassenghi      |  |
|    | Italia (bandiera) | A     | Savino Bellini        |  |
|    | Italia (bandiera) | C     | Marcello Biavati      |  |
|    | Italia (bandiera) | D     | Giuseppe Carelli      |  |
|    | Italia (bandiera) | D     | Antonio Ceccoli       |  |
|    | Italia (bandiera) | A     | Demetrio Drei         |  |
|    | Italia (bandiera) | A     | Antonio Ferretti (II) |  |
|    | Italia (bandiera) | P     | Bruno Festi           |  |
|    | Italia (bandiera) | C     | Antonio Fortini       |  |

| N. |                   | Ruolo | Calciatore          |
| -- | ----------------- | ----- | ------------------- |
|    | Italia (bandiera) | D     | Enrico Franchini    |
|    | Italia (bandiera) | D     | Giovanni Margutti   |
|    | Italia (bandiera) | D     | Nino Nobili         |
|    | Italia (bandiera) | D     | Paolo Poli          |
|    | Italia (bandiera) | A     | Mario Ravaglia (II) |
|    | Italia (bandiera) | P     | Gustavo Sabbioni    |
|    | Italia (bandiera) | C     | Augusto Sacchi      |
|    | Italia (bandiera) | A     | Arnaldo Taddei      |
|    | Italia (bandiera) | D     | Diedo Tosi          |